# Strutmärgel
Strutmärgel (av ty. Tutenmergel) är en typ av grå, hård och ojämn kalksten som förekommer inlagrad i sedimentära kalk- och skifferserier, i bankar om högst 1 meters tjocklek. Kalken i strutmärgel har en kristallstruktur som gör att den avsöndras i 1 till 2 cm höga käglor eller strutar som står vinkelrätt mot skiktningen, med den spetsiga delen uppåt eller nedåt. Strutmärgel förekommer i flera geologiska system, främst mesozoiska, bland annat i Skånes stenkolsförande formation. Formationerna kan påminna om organiska fossil. Termen började användas av den tyske geologen Friedrich Hausmann i början av 1800-talet.